# سيمون شيبارد
سيمون شيبارد (بالإنجليزية: Simon Sheppard)‏ (7 أغسطس 1973 في المملكة المتحدة - ) هو لاعب كرة قدم بريطاني في مركز حراسة المرمى. شارك مع منتخب إنجلترا تحت 20 سنة لكرة القدم. أما مع النوادي، فقد لعب مع بوريهام وود إف سي ونادي ريدنغ ونادي واتفورد ونادي سكاربورو ونادي كيترينغ تاون.

## وصلات خارجية
- سيمون شيبارد على موقع قاعدة بيانات كرة القدم.إي يو (الإنجليزية)
- سيمون شيبارد على موقع Soccerbase.com (لاعب) (الإنجليزية)